# Anton August von Rhaden
Anton August von Rhaden (auch Raden oder Rahden) (geb. 30. Dezember 1757 in der Niederlausitz; gest. 19. Jahrhundert) war ein preußischer Offizier und Landrat.

## Herkunft und Leben
Anton August von Rhaden war Angehöriger des Adelsgeschlechts Rhaden. Er war ein Sohn von Karl (Carl) Friedrich von Rhaden (* 1707), Erbherr auf Zschorne und Schmachtenhain, sowie Ordenshauptmann des Johanniterordens. Seine Mutter war Charlotte Sophie (* 1722), geb. von Minckwitz.
Anton August diente 15 Jahre lang im preußischen Heer, wo er bis zum Rang eines Offiziers aufgestiegen war. Nach Ende seiner Militärzeit kehrte er zurück auf sein Gut Zschorne. Nachdem er das Gut Bogendorf im Herzogtum Sagan erworben hatte, bat er am 16. Februar 1786 um das schlesische Inkolat, welches ihm am 24. Februar 1786 gewährt wurde. Als amtierender Kreisdeputierter wurde er von den Ständen zum Landrat des Kreises Sagan gewählt, die Bestätigung mittels Ordre erfolgte am 8. Juni 1791. Er trat damit die Nachfolge von Carl Heinrich Adolf von Rabenau an, der im März des Jahres verstorben war. Das Amt als Landrat übte er bis zum Jahr 1812 aus, interimistischer Nachfolger wurde Leopold Wilhelm von Dobschütz bis zum Jahr 1814.

## Persönliches
Anton August von Rhaden saß zunächst auf Bogendorf, dann auf Nieder Gorpe und Reinsdorf, auch Dobritsch am Bober zählte zu seinen Gütern. Er war seit 1781 mit Friederike, verwitwete Lehmann, geb. Sauer, verheiratet. Das Ehepaar hatte zwei Töchter, Auguste (1783–1853), verheiratet mit dem Gutsherrn Karl von Gellhorn, und Marie Antoinette (1787–1807), sie heiratete den kgl. preuß. Leutnant August Friedrich von Voß, Gutsbesitzer in Niedergorpe.